# Mianmar a 2016. évi nyári olimpiai játékokon
Mianmar a brazíliai Rio de Janeiróban megrendezett 2016. évi nyári olimpiai játékok egyik részt vevő nemzete volt. Az országot az olimpián 5 sportágban 7 sportoló képviselte, akik érmet nem szereztek.

## Atlétika
Férfi
| Versenyző | Versenyszám | Előfutam | Előfutam | Előfutam | Döntő   | Döntő    |
| Versenyző | Versenyszám | Idő      | Hely.    | Össz.    | Idő     | Helyezés |
| --------- | ----------- | -------- | -------- | -------- | ------- | -------- |
| San Naing | 5000 m      | 15:51,05 | 24.      | 48.      | kiesett | kiesett  |

Női
| Versenyző    | Versenyszám | Előfutam | Előfutam | Előfutam | Elődöntő | Elődöntő | Elődöntő | Döntő   | Döntő    |
| Versenyző    | Versenyszám | Idő      | Hely.    | Össz.    | Idő      | Hely.    | Össz.    | Idő     | Helyezés |
| ------------ | ----------- | -------- | -------- | -------- | -------- | -------- | -------- | ------- | -------- |
| Myint Swe Li | 800 m       | 2:16,98  | 7.       | 61.      | kiesett  | kiesett  | kiesett  | kiesett | kiesett  |

## Cselgáncs
Férfi
| Versenyző     | Versenyszám  | Selejtező         | 32-es főtábla                            | Nyolcaddöntő                            | Negyeddöntő       | Elődöntő          | Vigaszág elődöntő | Bronz- mérkőzés   | Döntő             | Helyezés |
| Versenyző     | Versenyszám  | Ellenfél Eredmény | Ellenfél Eredmény                        | Ellenfél Eredmény                       | Ellenfél Eredmény | Ellenfél Eredmény | Ellenfél Eredmény | Ellenfél Eredmény | Ellenfél Eredmény | Helyezés |
| ------------- | ------------ | ----------------- | ---------------------------------------- | --------------------------------------- | ----------------- | ----------------- | ----------------- | ----------------- | ----------------- | -------- |
| Yan Naing Soe | Félnehézsúly | erőnyerő          | Christopher George (TRI) · 002(2)-000(0) | Karl-Richard Frey (GER) · 000(0)–100(0) | kiesett           | kiesett           |                   |                   |                   | 9.       |

## Íjászat
Női
| Versenyző   | Versenyszám | Selejtező | Selejtező | 64-es főtábla                | 32-es főtábla                    | Nyolcaddöntő                        | Negyeddöntő       | Elődöntő          | Döntő             | Helyezés |
| Versenyző   | Versenyszám | Pont      | Kiemelés  | Ellenfél Eredmény            | Ellenfél Eredmény                | Ellenfél Eredmény                   | Ellenfél Eredmény | Ellenfél Eredmény | Ellenfél Eredmény | Helyezés |
| ----------- | ----------- | --------- | --------- | ---------------------------- | -------------------------------- | ----------------------------------- | ----------------- | ----------------- | ----------------- | -------- |
| San Yu Htwe | Egyéni      | 608       | 51.       | Taru Kuoppa (FIN)(14.) · 7-3 | Mackenzie Brown (USA)(19.) · 7-3 | Ki Bobe (Gi Bo-bae) (KOR)(3.) · 0-6 | kiesett           | kiesett           | kiesett           | 9.       |

## Sportlövészet
Férfi
| Versenyző    | Versenyszám    | Selejtező | Selejtező | Döntő   | Döntő    |
| Versenyző    | Versenyszám    | Pont      | Helyezés  | Pont    | Helyezés |
| ------------ | -------------- | --------- | --------- | ------- | -------- |
| Ye Tun Naung | Légpisztoly    | 572       | 33.       | kiesett | kiesett  |
| Ye Tun Naung | Szabadpisztoly | 552       | 17.       | kiesett | kiesett  |

## Úszás
Férfi
| Versenyző   | Versenyszám    | Előfutam | Előfutam | Előfutam | Elődöntő | Elődöntő | Elődöntő | Döntő   | Döntő    |
| Versenyző   | Versenyszám    | Idő      | Hely.    | Össz.    | Idő      | Hely.    | Össz.    | Idő     | Helyezés |
| ----------- | -------------- | -------- | -------- | -------- | -------- | -------- | -------- | ------- | -------- |
| Thint Myaat | 100 m pillangó | 1:02,54  | 3.       | 43.      | kiesett  | kiesett  | kiesett  | kiesett | kiesett  |

Női
| Versenyző  | Versenyszám | Előfutam | Előfutam | Előfutam | Elődöntő | Elődöntő | Elődöntő | Döntő   | Döntő    |
| Versenyző  | Versenyszám | Idő      | Hely.    | Össz.    | Idő      | Hely.    | Össz.    | Idő     | Helyezés |
| ---------- | ----------- | -------- | -------- | -------- | -------- | -------- | -------- | ------- | -------- |
| Thet Ei Ei | 50 m gyors  | 30,25    | 1.       | 70.      | kiesett  | kiesett  | kiesett  | kiesett | kiesett  |